# Dagmar Calais
Dagmar Calais (* 1966 in Bremen) ist eine deutsche Malerin und Installationskünstlerin.

## Leben
Dagmar Calais erhielt nach dem Besuch der Fachoberschule ihre künstlerische Ausbildung vom Berliner Maler Prof. Hans-Hendrik Grimmling und in Bremen vom Kunsthistoriker Chris Steinbrecher, mit dem sie auch verheiratet ist.
Sie ist Mitbegründerin des OGO-Künstlerhauses in Bremen.

## Werk
Als Malerin ist Dagmar Calais thematisch vielseitig aufgestellt. In ihrer figürlich ausgerichteten expressiven und farbstarken Malerei widmet sie sich neben Darstellungen von landschaftlichen Motiven vorwiegend den Themenfeldern von Antike, Mythologie und des Alten Testaments, aber auch der jüngeren deutschen Geschichte.
Ein weiterer Schwerpunkt ihres Schaffens besteht in der Konzeption und Durchführung von raumgreifenden Installationen. Hierbei thematisiert sie die deutsche Teilung und die Verbrechen an den Juden für Gedenkstätten und Museen, wie der Gedenkstätte Deutsche Teilung Marienborn, dem Ghetto und Holocaustmuseum, Riga, dem Grenzlandmuseum Eichsfeld und dem Bremer Rathaus.

## Öffentliche Sammlungen
- Gedenkstätte Deutsche Teilung Marienborn
- Gedenkstätte Theresienstadt
- Kunstverein Bad Salzdetfurth

## Veröffentlichungen (Auswahl)
- Magazin „Vital“ 4/99, Regine Schneider: „Dagmar Calais, Malerin“
- Magazin „Der Stern“ 15/2000, Kuno Kruse: „Ein Bild von einer Frau“
- Xzeit-Magazin 8/2001, Alexander Musik: „Die Leute brauchen etwas Heiliges“
- Bremen-Theresienstadt-Riga. 3000 Schicksale, 2015. Begleitbuch zur gleichnamigen Ausstellung von Chris Steinbrecher